# 鬍鬚

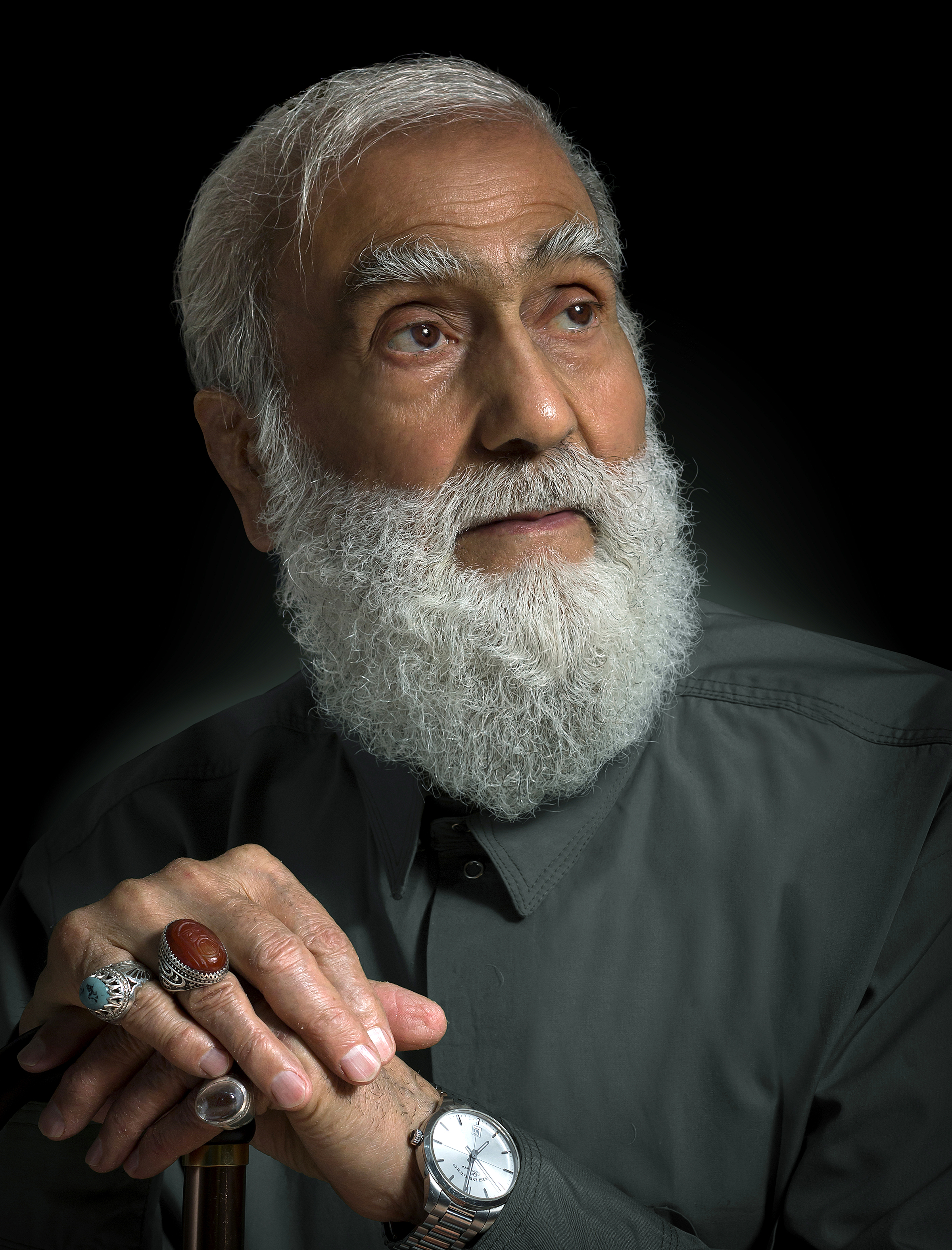
一位留着胡须的老人

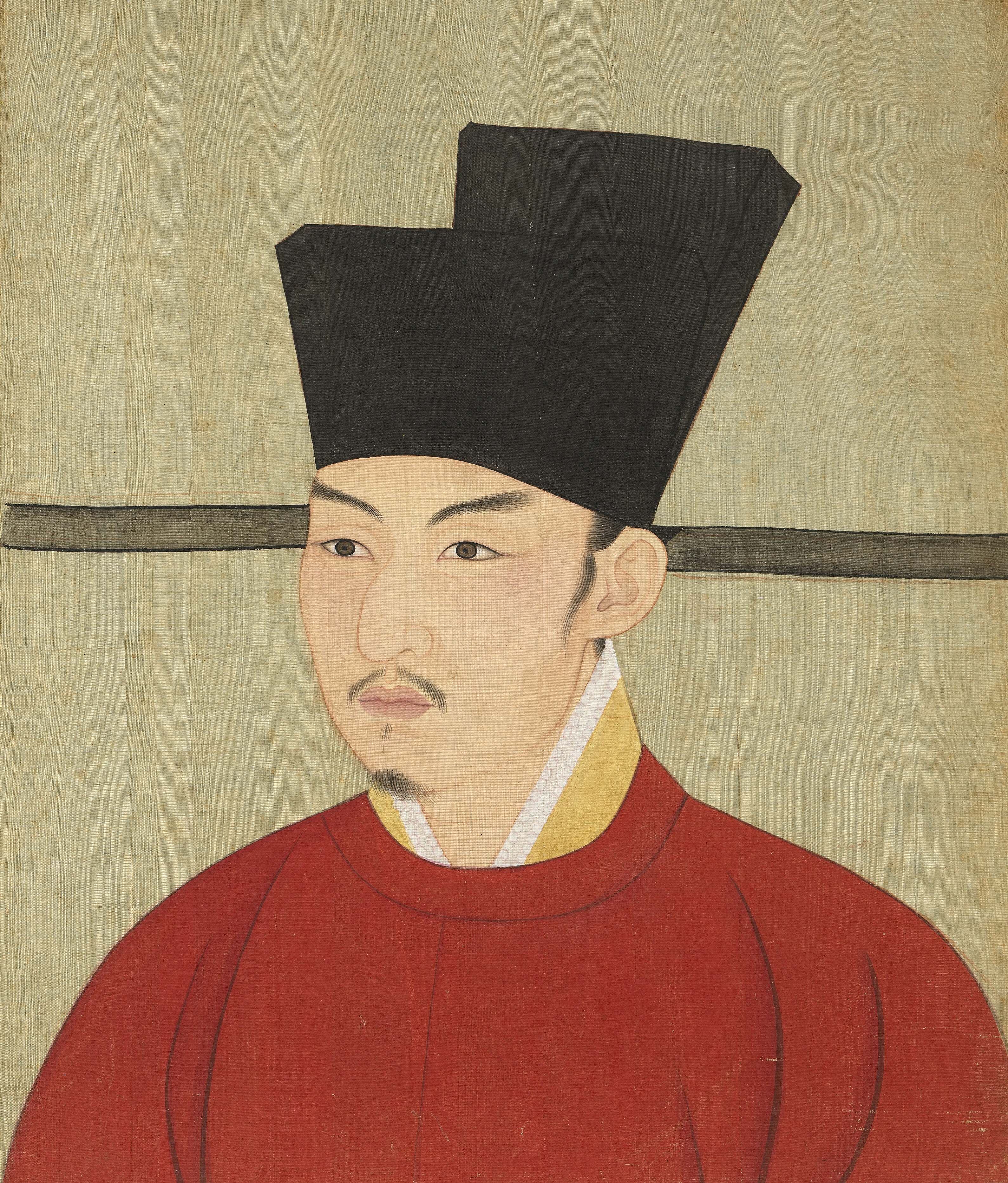
東亞常見的山羊胡（圖爲宋哲宗赵煦画像）

鬍鬚也稱鬍子，廣泛指男子臉上的毛髮，是雄性第二性徵的一個表現。

## 類別名稱
上唇部位的稱為髭、下巴的叫鬚、兩邊的是鬢、兩鬢若連至下巴則為髯，即俗稱的連鬢鬍子或小絡腮鬍，若臉頰上的鬍子也很濃密且覆蓋範圍較大則為大絡腮鬍。
很多歷史人物如刘邦、關羽、太史慈、程昱、牛弘、杨秀、元冑、楊素、楊玄感、蔡襄、耶律楚材、宋应昌等在史书中都有「美髯公」的稱號，意指打理光潔而整齊的髯。

## 歷史
古时候中国男性蓄鬍子有著各種各樣的象徵意義，例如：力量、智慧、身分地位等等。

### 古代及傳統世界
古埃及人把喪事與鬍鬚聯繫在一起。由於反對小鬍子（moustache）和下顎的胡子（goatee），他們一般覺得鬍鬚並不吸引人。但法老會留鬚，以從男子氣概展示自己的權威，故即使女法老也會戴假鬚。
鬍鬚對東方國家男性非常重要。淫亂及通姦會被處以切斷鬍鬚的處罰。他們以神聖的眼光看待鬍鬚，會付錢來抵押避免被切斷鬍鬚。
波斯人喜歡長鬍鬚。Adam Olearius記載一個波斯國王下令砍下他大臣的頭，他看過被砍下的頭後說：“真可惜呀，此人留得一筆這麽好的鬍子，但卻被處死”然後又補充到“啊！這是他自己的錯。”
當亞歷山大大帝要去攻打波斯時，大臣向他報告一切已經準備就緒，問他還有什麽需要。亞力山大回答：“除了剪去那些馬其頓人的鬍子就沒什麽了，因爲剪去鬍子比拿個人去容易多了。”這表示了亞力山大有意結束戰爭。
在早期的羅馬歷史中，刮鬍子像是無人知曉的事情（在羅馬皇朝及早期的共和國時期）。Pliny告知我們，羅馬建城454年後（即約公元前299年），P. Ticinius是首位被帶到羅馬的理髮師。大西庇阿是羅馬中首位修鬍子的人。然後，刮鬍子即迅速普及，整個羅馬的男人的鬍子都被剃得很乾淨。刮鬍子被看成羅馬人，不刮鬍子的則被看成是希臘人，因爲希臘人常常蓄有鬍子。羅馬的後共和及早期元首統治時期，留鬍子的人變得很少。根據Dion所記載，直到公元二世紀，當哈德良（Hadrian）大帝是所有的凱撒中首位留鬍子的。這段時期在羅馬興起仿效希臘文化，愛好希臘文化的哈德良大帝及其他其他男人都仿效希臘人留鬍子的風尚。自此之後，羅馬再次興起蓄鬍子。
古羅馬人有個習俗——把年青男子第一次長出的鬍鬚獻給神。因此尼祿（Nero）剪下了他第一次長出的鬍子伴以珍珠放進一個金盒內在卡比托奈山（Capitoline Hill）獻給朱庇特（Jupiter）。
對羅馬人來說，蓄有鬍鬚的男子代表英勇率直。而羅馬的僕人或奴隸是不允許拔或刮去他們的鬍子的。
若遇到有人過世，羅馬人不去除死者的毛髮與鬍鬚，而希臘人則會把死者的毛髮與鬍鬚剃掉。這一習俗可能影響了英國的傳統，英國的寡婦會在丈夫去世後剪下他的毛髮，然後藏起來一段時間。有例子表明，寡婦自己還會剪去幾乎全部的頭髮，但這種悲傷的儀式變得越來越少了。
在Catti族（德國的一個部族，可能叫Chatten），年青男子是不能留鬍子的，除非他要去殺敵。伦巴底人（Lombards或Longobards）以長鬍子而聞名。當偉大的Otho要作正式講話前，他會先以他那長及胸的鬍子發誓。

### 從文藝復興時期到現代
十五世紀，蓄鬍子已經流行很長一段時間。十六世紀英格蘭的神職人員以不留鬍子來表明他們是獨身的。當牧師深信宗教改革的學說時他會以蓄鬍子作爲信號，表示他們拒絕傳統教派，或者還反對以剃掉鬍子來表明獨身。
鬍子越長，地位越高，因此十六世紀人們把鬍子留得很長（請看Bishop Gardiner及Thomas Cranmer的肖像）。此時流行的鬍子風格，西班牙Spade Beard、英格蘭Square Cut Beard，Forked beard和Stiletto Beard。

## 現代文化

### 伊斯蘭教
部分教派坚持鬍鬚（包括毛发）受之于父母，个人不能处置，因此，男孩从青春发育起不会剃，婚后可以剃须，礼拜之前一般选择清真澡堂，有专门师傅（或阿訇）负责清理毛发。

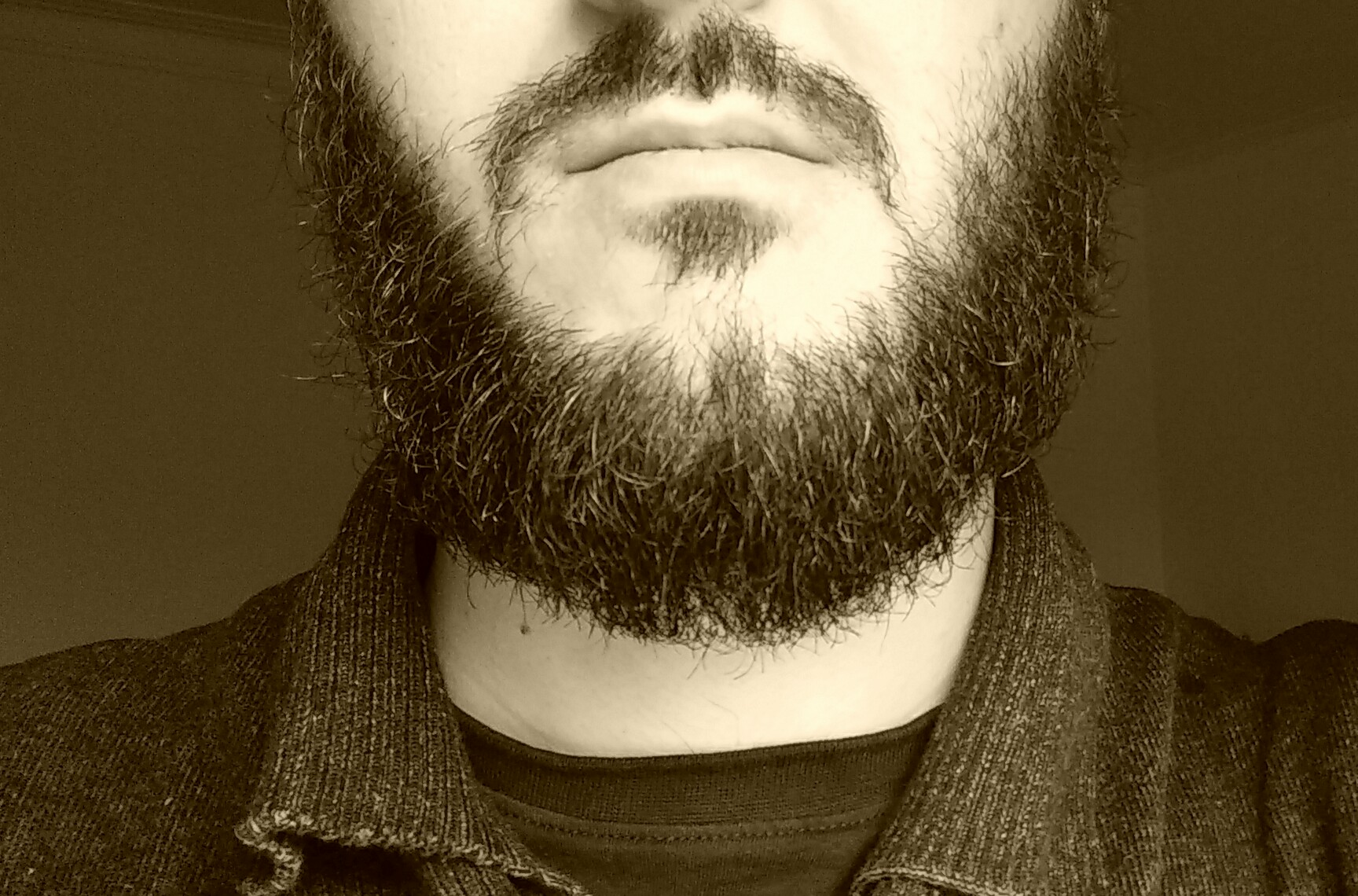
介于连鬓胡子跟大络腮胡之间的小络腮

《布哈里聖訓實錄》7:72:780記載先知穆罕默德說：「你們必須與異教徒有所區別， 應該剪髭留鬚。」

#### 諺語
|  | الرجل بلا شنب كالقط بلا ذنب 一個沒有鬍子的男人等於一隻沒有尾巴的貓。 —阿拉伯谚语 |

### 美國社會現今態度
2007年一項民調顯示，超過半數受訪的美國婦女拒絕跟蓄鬚男士親吻。部分受訪者表示八字鬍會讓她們聯想起鄉巴佬、七十年代色情電影演員，或美國七十年代樂隊組合Village People等形象。2006年美國最高法院甚至裁定，准許律師篩選陪審員時，否決蓄八字鬍的，為此，美國八字鬍學會（American Mustache Institute，簡稱AMI）主張重拾七十年代蓄鬍子的風尚，營造一個接納與理解小鬍子的環境。AMI主席珀盧特（Perlut）發出呼籲，動員小鬍子們團結起來，抗議美國社會文化歧視八字鬍。
珀盧特表示，美國的蓄鬍子風尚，隨着哥倫比亞廣播公司（CBS）蓄鬚主播沃尔特·克朗凯特於1984年榮休而告終。他說：「當今社會肯定存在歧視，人們認為男士們在求職面試前必須先刮乾淨鬍子，但是留蓄八字鬍是表達自我的理想方法，我們視自己為為小鬍子爭權益的公民組織。」該組織正準備協助那些宣稱因蓄鬚而受歧視的男士打官司。

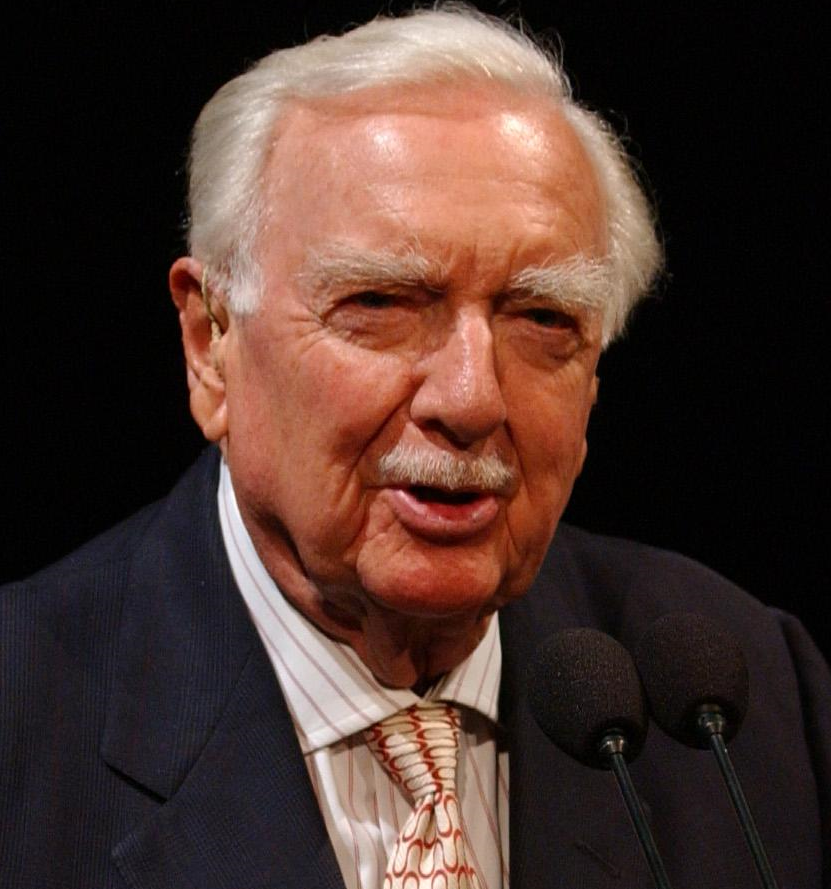
克朗凯特的八字鬍

為了尋找又酷、形象又健康的代言人，好讓社會再次接受八字鬍，AMI於2007年，在一個約有五百名捍衛八字鬍的衛士出席的活動中，把著名棒球手基斯·赫南德茲評選為最酷的八字鬍運動員。

### 英國社會現今態度
根據英國一項研究，下巴不刮鬍子的男性，要比刮得乾淨或是留大鬍子的男性，更能吸引女性。這項研究說明為何演員喬治克隆尼、布萊德·彼特這些男演員會不時刻意留個鬍渣臉。
調查英國18到44歲女性的一項結果顯示，女性認為留短鬚的男性強悍、成熟、積極、跋扈、帥氣，無論是一夜情，或是結婚，均是最佳浪漫伴侶。
女性偏好鬍渣男的理由並不明確。從事研究的諾森伯利亞大學心理學家說，留短鬚代表一種女性理想，這種男人不那麼陽剛，但夠成熟，且有留大鬍子的潛力。人類進化專家指出，臉毛為侵略、攻擊的信號，它有擴大下巴，強調牙齒是武器的效果。
執行研究的心理學家利用電腦，研究人員將15名男性的面孔，分別做了鬍子乾淨、留小短鬚、較長短鬚、小鬍子、大鬍子五種處理，讓76名婦女，根據男子氣概、侵略性、跋扈、魅力、年齡、社會成熟度給分。研究人員並問他們與這些人建立長、短期關係的意願。
留大鬍子的男性被認為最陽剛、最有侵略性、社會成熟度也最高，看起來也老5歲。女性認為這種男人最無魅力，最不適合做臨時情人。
小鬍子男性則是最跋扈的男人。小短鬚的男人最性感，是長、短期的理想伴侶。至於鬍子乾淨的男性，在男子氣概、侵略性、跋扈、社會成熟度均敬陪末座，也是最不適合長期關係的對象。
發表於「個性與個人差異」期刊的報告下結論說，臉毛為顯著的社會性徵以及性成熟的生物標記。儘管臉毛看來有威脅感，但女性顯然將它與男性的成功作聯想。鬍子乾淨，讓女性產生溫馴感，也代表性方面仍不成熟。

### 亞洲
東亞及東南亞男性鬍鬚通常較為稀疏，以八字胡跟山羊鬍為主，近年來由於受到日本跟韓國的流行文化影響下，東亞及東南亞年輕世代的男性蓄鬚風潮反而沒有歐美那麼強烈。

## 現代鬍鬚禁忌

### 中国大陸

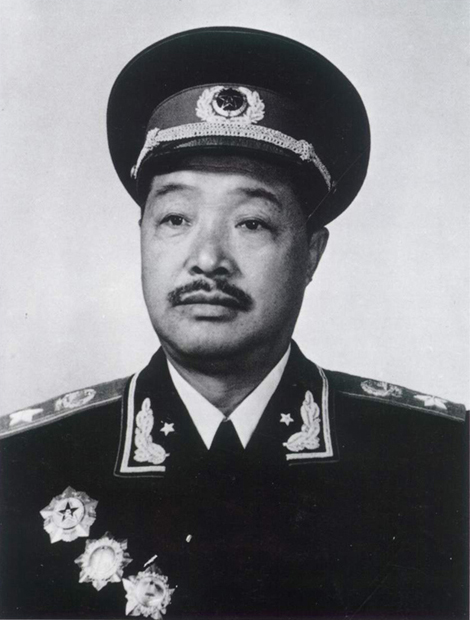
贺龙，中华人民共和国十大元帅之一，特许蓄鬍鬚

除获得特殊批准（如十大元帅中的贺龙）外，中国人民解放军以及中国人民武装警察部队等中国纪律部队均禁止其成员蓄胡须。

### 台灣
現役軍人蓄鬍乃屬儀容不整，經記錄而未改正者會受到懲處。軍隊之外的公務機關亦多有成文或不成文之禁止蓄鬍規定。

### 加拿大
加拿大軍隊對男性長鬍鬚有一定限制——這是基於佩帶防毒面具時能確保沒有空隙讓毒氣乘虛而入。通常是要求士兵把鬍子刮清，不過准許蓄整潔修剪的鬍子。另外以下情況可例外：
- 身穿海軍官服
- 宗教（穆斯林、猶太教、錫克教等）
- 健康理由（如因皮膚敏感而不能刮鬍子）

不过，即使是以上可蓄鬍鬚的人也要保持鬍鬚整潔，不能蓄山羊鬚。

### 以色列
依照圣经和犹太传统，胡须是没有特别要求的，犹太教士会留全鬚，从头部连鬓角到下巴和上唇，下巴多为山羊鬚。因为犹太人与世界各民族文化的融合原因，有留鬚的（例如马克思、爱因斯坦），也有不留鬚的（例如）。有些类似中国人目前对待男人胡须的态度，比较宽松。但是犹太教士是带犹太帽、留全须的，如果在公众场合见到，立即可以辨识出是犹太教士。犹太教士是受犹太人相当尊重的宗教人士。

## 鬍鬚風格

### 風格

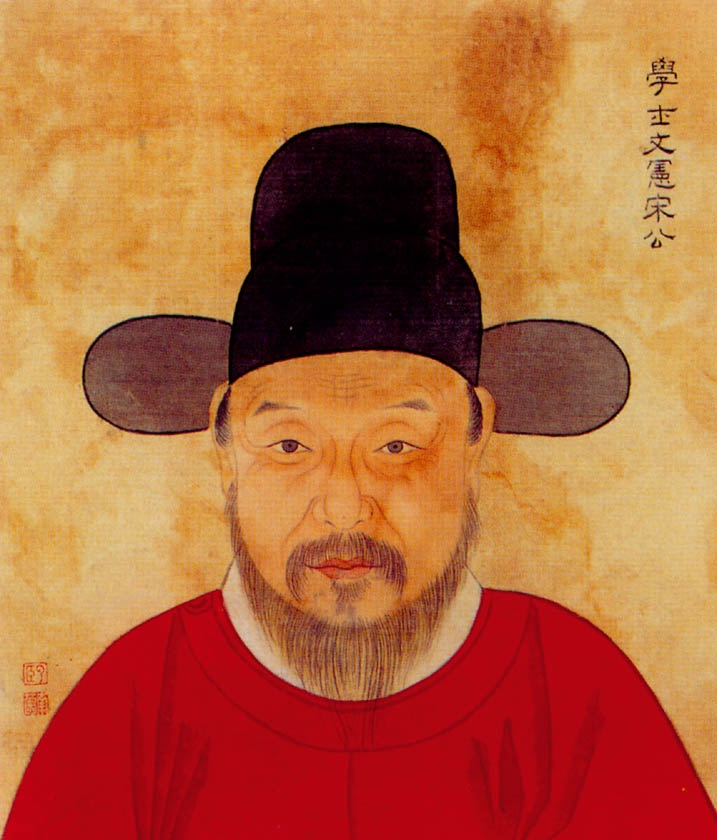
蓄有短髯的明初學者宋濂

蓄有長髯的明成祖朱棣

- 加里波第式：宽而满的胡须，底部胡须为圆形，并与上唇的胡须连为一体。
- 山羊鬍：只留唇上和唇下的
- 八字鬍：只留髭
- 衛生鬍
- 絡腮鬍

### 顔色
- 金胡子：金胡子是一种呈黄色的胡子，在华人血统中比较少见。金胡子并不是通过染色的效果做成的，而是天生长成的黄色胡子。长有金胡子的人中，往往是黑色和黄色胡子混杂，黑色居多数，黄色居少数。有一种观点认为：胡子有颜色之分，是因为色素，金胡子是由于胡子中含钛所造成的。曹操的儿子曹彰据说就长有金胡子。
- 紫胡子：紫胡子并不是指颜色呈现紫色的胡子，而往往指的是因颜色十分乌黑而在阳光照射下隐约带有紫色光泽的胡子。中国历史中，孙权、宋应昌等就被记载为长有「紫髯」。
- 红胡子：红胡子是指长有红色的胡子。有红胡子的人往往在电影、小说中被赋予强盗、海盗、国王的形象。
- 银胡子：银胡子是指长有白色的胡子。有银胡子的人，往往被视为道德高尚、智慧过人。银胡子的形象也经常出现在中国的历史传说中，太上老君就有很长的银胡子。

## 相關研究
有一門對鬍鬚進階研究的科學，叫「鬍鬚研究學」（Pogonology）。

## 相關組織
- Whisker Club
- World Beard and Moustache Association (WBMA)

## 深入了解
- Reginald Reynolds: Beards: Their Social Standing, Religious Involvements, Decorative Possibilities, and Value in Offence and Defence Through the Ages (Doubleday, 1949年) (ISBN 0-15-610845-3)
- Helen Bunkin, Randall Williams: Beards, Beards, Beards (Hunter & Cyr, 2000年) (ISBN 1-58838-001-7)
- Allan Peterkin: One Thousand Beards. A Cultural History of Facial Hair (Arsenal Pulp Press, 2001年) (ISBN 1-55152-107-5)

## 外部連結
- 美國八字鬍學會（American Mustache Institute）
- 鬍鬚男爭「二撇雞」權益《明報》 （页面存档备份，存于）
- 植髮研究所 （页面存档备份，存于）
- 美國「鬍鬚衛士」組協會 為二撇雞大平反《蘋果日報》
- 台灣毛髮移植醫學會（Taiwan Medical Association transplant）

## 延伸阅读
[在维基数据编辑]
 《欽定古今圖書集成·明倫彙編·人事典·鬚部》，出自陈梦雷《古今圖書集成》